# Bruco Gianluco
Bruco Gianluco è un singolo degli artisti italiani Sio e Giorgio Vanni, pubblicato l'11 giugno 2018.

## Descrizione
Scritta interamente da Sio, il brano è una canzone parodia delle sigle dei cartoni animati giapponesi. Inizialmente venne presentata su YouTube il 12 aprile 2017 in una versione cantata dallo stesso Sio con lo pseudonimo di Gior Giovanni. In seguito, il fumettista ha collaborato con il vero Giorgio Vanni facendogli incidere una nuova versione ricantata da lui, pubblicata l'8 maggio dell'anno successivo.

## Video musicale
La prima versione della canzone è accompagnata da un videoclip realizzato come se fosse la videosigla di un cartone animato. La versione di Giorgio Vanni vede quelle stesse scene alternarsi a riprese in sala di registrazione.

## Tracce
Download digitale
Testi e musiche di Simone Albrigi.
1. Simone Albrigi – Bruco Gianluco – 4:05
2. Giorgio Vanni – Bruco Gianluco – 3:36
3. Bruco Gianluco (Karaoke) – 4:05

## Musicisti
- Giorgio Vanni – Voce
- Sio – Voce, programmazione